# Zelkova sicula
Zelkova sicula — вид квіткових рослин родини в'язових (Ulmaceae).

## Морфологічна характеристика
Це листопадний кущ чи невелике дерево заввишки 2–3 метри; його природний статевозрілий розмір невідомий, оскільки всі відомі екземпляри були сильно поїдені козами, що обмежувало їх ріст. Листки овальної форми, у довжину 10–50 мм, ушир 5–35 мм, з ніжкою 1–4 мм завдовжки; краї лопатеві, по 6–8 лопатей з кожного боку.

## Поширення
Ендемік Сицилії. Вид відомий у двох місцевостях на відстані приблизно 17 км одне від одного на вулканічних відслоненнях гір Іблей, провінція Сіракузи, на південному сході Сицилії. Рослини субпопуляції Bosco Pisano та деякі рослини субпопуляції Contrada Ciranna ростуть у мозаїчному відкритому ландшафті, де переважають колючі чагарники та відкриті ліси Quercus suber. Більшість частин субпопуляції Contrada Ciranna утворює майже чистий насадження. Обидва насадження розташовані на голих ґрунтах з виходом на поверхню вулканічних порід; вони обмежені дном ярів і вздовж вузьких струмків, що свідчить про те, що це своєрідне мікротопографічне положення відіграє ключову роль у покращенні водопостачання та допомагає видам протистояти сезонній нестачі води.

## Загрози
Обидві відомі субпопуляції містять дуже низьку кількість особин. Через нездатність до статевого розмноження та крайнє генетичне збіднення, ймовірність вимирання цього виду дуже висока. Зараз його виживання залежить виключно від вегетативного розмноження за допомогою механізмів кореневих нащадків. Крім того, рослинні угруповання, що містять цей вид, дуже деградували через минуле землекористування, таке як лісозаготівля, на додаток до поточних пожеж і (надмірного) випасу.

## Галерея

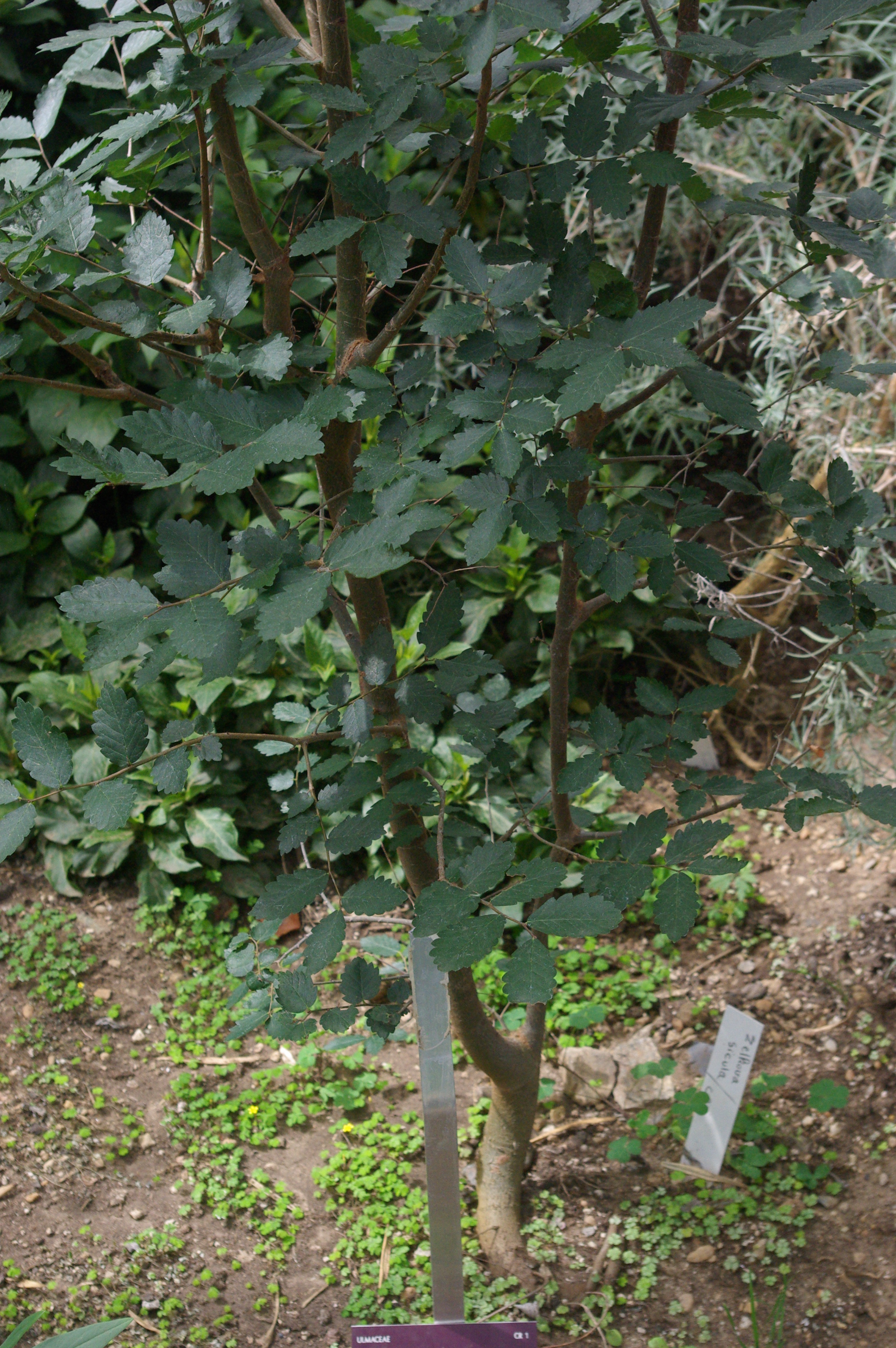
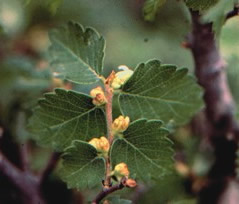